# 중국 여인
《중국 여인》(프랑스어: La Chinoise)은 1967년 개봉한 프랑스의 정치 영화이다. 장뤼크 고다르가 감독과 각본을 맡았으며, 표도르 도스토옙스키의 소설 《악령》이 영화의 원작이다. 1967 베네치아 영화제 심사위원대상 수상작이다.

## 출연

### 주연
- 안느 비아젬스키
- 장 피에르 레오

### 조연
- 줄리엣 베르토
- Eliane Giovagnoli